# 애프터 더 틴 맨
애프터 더 틴 맨(After The Thin Man)은 미국에서 제작된 W.S. 밴 다이크 감독의 1936년 코미디, 멜로/로맨스 영화이다. 윌리엄 파월 등이 주연으로 출연하였다.

## 출연

### 주연
- 윌리엄 파월

### 조연
- 마이어나 로이